# Alex Thomson (regatista)
Alex Thomson (Bangor, Gales, 17 de abril de 1974) es un regatista profesional británico. Compite en la clase IMOCA 60, patrocinado por Hugo Boss AG desde 2003, por lo que su relación con esta firma es una de las más largas de la vela profesional.
En 1999 (a los 25 años), Alex Thomson se convirtió en el regatista más joven en ganar una regata de vuelta al mundo, cuando ganó el Clipper Round the World Race, un récord que aún mantiene. Forjó un vínculo duradero con el miembro de la tripulación de Sir Keith Mills, quien más tarde se convirtió en cofundador de Alex Thomson Racing.
Al año siguiente, Alex ganó la Regata Vuelta a Gran Bretaña e Irlanda y se lanzó al mundo de las regatas en solitario, batiendo en 2003 el récord de distancia en 24 horas en monocasco y nuevamente en 2007, récord que mantuvo hasta que fue superado múltiples veces (incluso por él mismo) en la carrera Vendée Globe 2012-2013.
El 26 de julio de 2012, Alex Thomson rompió el récord de travesía transatlántica en solitario en monocasco por más de 24 horas, cruzando la línea de llegada en Lizard Point, Falmouth, Reino Unido.
El 10 de noviembre de 2012, Alex Thomson toma la salida en la regata Vendée Globe 2012-2013 y termina en 3ª posición en 80 días 19 horas 23 minutos y 43 segundos.
El 6 de noviembre de 2016, Alex Thomson toma la salida en la regata Vendée Globe 2016-2017 y termina en 2ª posición en 74 días 19 horas 35 minutos y 15 segundos, pese a sufrir una colisión con un objeto flotante en el océano Índico, que destroza el hidroala de estribor.